# John Rool
John Rool ist der erste Kriminalfilm der deutschen Filmreihe Harry Higgs. Er entstand 1916 unter der Regie von Rudolf Meinert mit Hans Mierendorff in der Hauptrolle des Detektivs.

## Handlung
New York City: Der Kammerdiener des Bankiers Simon Hughes, John Rool, ist ein abgefeimter Betrüger und Gauner. Erst hat er einen Scheck gefälscht und anschließend 25.000 Pfund Sterling abgehoben und an sich genommen. Damit nicht genug: Er will sich auch gleich die Tochter seines wohlhabenden Chefs, Mabel Hughes, angeln. Um sich dann anderen Gaunereien widmen zu können, täuscht Rool Trunkenheit im Dienst vor, um daraufhin entlassen zu werden, und nimmt in der Folge falsche Identitäten wie die eines Professors und eines Grafen an. Noch ehe er Mabel mit einer Ehe ins Unglück reißen kann, nimmt sich Harry Higgs dieses Falls an und entlarvt Rool als den, der er ist: ein Schwindler und Krimineller.

## Produktionsnotizen
John Rool, auch unter dem Alternativtitel Die lebende Sprechmaschine bekannt, entstand im Sommer 1916 und hatte eine Länge von, je nach Quelle drei (Gerhard Lamprecht, filmportal.de) bzw. vier (Germany Early Cinema Database) Akten. Der Film passierte im August 1916 die Zensur und erhielt in Deutschland Jugendverbot, während er in Österreich-Ungarn, wo man ihn ab dem 29. Dezember 1916 in einer Länge von 1330 Metern sehen konnte, für die Jugend freigegeben wurde. Die Uraufführung fand am 15. September 1916 im Berliner Tauentzienpalast statt.

## Kritik
In Paimann’s Filmlisten ist zu lesen: „Stoff, Spiel, Photos und Szenerie sehr gut.“